# Glam rock
Glam rock  je glasbena zvrst rocka , ki se je začela razvijati v Združenem kraljestvu v zgodnjih sedemdesetih letih 20. stoletja. Glavni protagonist zvrsti je bil David Bowie, poleg njega je bil eden prvih predstavnikov tudi Marc Bolan s skupino T.rex.
Za glam rock so značilna ekscentrična oblačila in pretiravanje tako v glasbi z uporabo vseh mogočih instrumentov, kot tudi v življenju izvajalcev, ki so predvsem konzumirali velike količine vseh mogočih opojnih substanc. Proti koncu sedemdesetih je glamu popularnost začela padati, vendar ko se glam v začetku osemdesetih let 20. stoletja v Los Angelesu »sreča« s heavy metalom nastane nova zvrst, tako imenovani AOR (adult oriented rock) ali glam metal. Prvi bandi te smeri so Twisted Sister (sicer iz New Yorka),Kiss, Van Halen in finskih prišlekov v ZDA, Hanoi rocks. Kmalu zatem glam metal osvoji kompletno ameriško tržišče in lestvice vse do konca osemdesetih dominirajo bandi, kot so Motley Crue, Poison, Bon Jovi, WASP, White Lion in Whitesnake. V začetku devedesetih se pojavi t. i. Seattleska invazija grungea in z enim zamahom pokoplje glam sceno, ki se začne spet prebujati šele okoli leta 2005.